# Nazionale maschile di hockey su ghiaccio dell'Estonia
La nazionale di hockey su ghiaccio maschile dell'Estonia (Eesti jäähokikoondis) è controllata dalla Federazione di hockey su ghiaccio dell'Estonia, la federazione estone di hockey su ghiaccio, ed è la selezione che rappresenta l'Estonia nelle competizioni internazionali di questo sport.